# 水牛出版社
水牛文化事業有限公司，簡稱水牛出版社，台灣出版社，建立於1966年6月24日。

## 歷史
1966年，國立臺灣師範大學公民訓育學系畢業的彭誠晃放棄臺北縣立士林初級中學（今臺北市立士林國民中學）的教職，與七位志同道合的高中同學創辦水牛出版社；但七位高中同學在水牛出版社開業不久即紛紛退出，彭誠晃獨力經營水牛出版社。水牛出版社因出版王尚義《野鴿子的黃昏》而嶄露頭角。水牛出版社出版的《水牛文庫》在台灣文化界有很重要地位。在文星書店與仙人掌出版社倒閉時，許多圖書由水牛出版社接手出版，對台灣的文化啟蒙與黨外運動有著深遠影響。1990年代，水牛出版社發行各式童軍教育叢書，得到教育界、學校的好評與廣泛採用。
2012年6月，彭誠晃邀請前民主進步黨立法委員羅文嘉接手經營水牛出版社，羅文嘉考慮2星期後決定接手。2012年8月，羅文嘉接手經營水牛出版社，成為第二任社長；但羅文嘉以尊重彭誠晃為由不願透露收購水牛出版社的金額，彭誠晃的家人僅表示彭誠晃已不處理社務。羅文嘉利用父親在桃園縣新屋鄉留下的房子開了獨立書店「水牛書店」，以社會企業模式經營，不以營利為目的，靠羅文嘉賣米維持營運，「後頭做倉庫，前頭順勢做小書店」。
2013年11月27日，水牛書店台北店於台北市大安區瑞安街222巷2號1樓正式掛牌營運，為水牛書店第二個營運據點。

## 出版作品
- 2013年8月，水牛出版社重返台灣出版市場，首先發行殷海光《思想與方法》新版（ISBN 978-9575998783）。
- 2013年8月，《流亡者的書架：認識中國的五十本書》（ISBN 978-9575998790）[7]。

## 外部連結
- 水牛出版社官網 （页面存档备份，存于）
- 水牛書店 www.buffalo1966.tw的Facebook專頁